# Dassault Aviation
Dassault Aviation er en fransk flyfabrikant, der producerer såvel civile som miltære fly. Selskabet er et datterselskab til Groupe Dassault.
Selskabet er oprettet i 1930 af Marcel Bloch som Société des Avions Marcel Bloch eller MB. Efter 2. verdenskrig ændrede Marcel Bloch sit navn til Marcel Dassault, og firmanavnet blev herefter ændret til Avions Marcel Dassault. I 1971 overtog Dassault Breguet og skabte hermed Avions Marcel Dassault-Breguet Aviation (AMD-BA). I 1990 ændrede firmaet navn til Dassault Aviation.

## Produkter under navnet Dassault

### Militærfly
- MD 315 Flamant, 1947
- MD 450 Ouragan, 1951
- MD 452 Mystère II, 1952
  - MD 453 Mystère III, 1952 (natjagerudgave af MD-452)
- MD 454 Mystère IV, 1952
- MD 550 Mirage, 1955
- Super Mystère
  - Super Mystère B1, 1955
  - Super Mystère B2, 1956
- Mirage III, 1956,
- Balzac, 1962 / Mirage IIIV (1965 – 1966) Eksperimentalfly
- Étendard II, 1956
- Étendard IV, 1956
- MD 410 Spirale, 1960 Ikke realiseret projekt
- Mirage IV (strategisk bombefly), 1960
- Atlantique (ATL 1, oprindeligt et Breguet produkt), 1965
- Mirage F1, 1966
- Mirage 5, 1967
- Mirage G, 1967
- Milan, 1968
- Mirage G-4/G-8, 1971
- Alpha Jet, 1973
- Jaguar (50/50 joint venture med BAC) startet af Breguet, 1973
- Super Étendard, 1974
- Falcon Guardian 01, 1977
- Mirage 2000, 1978
  - Mirage 2000N/2000D, 1986
- Mirage 4000, 1979
- Mirage 50, 1979
- Falcon Guardian, 1981
- Atlantique 2 (ATL 2), 1982
- Mirage III NG, 1982
- Rafale, 1986
- nEUROn, forventet i 2011

### Civile fly
- Falcon (Mystere) 20F-5

- Falcon familien
  - Falcon 10 (Falcon 100)
  - Falcon 20 (Falcon 200)
  - Falcon 30
  - Falcon 50
  - Falcon 900
  - Falcon 2000
  - Falcon 7X (oprindeligt Falcon FNX)

- M.D.320 Hirondelle
- Mercure
- Communauté

## Under navnet Marcel Bloch

### Militærfly
- Hélice Eclair, 1916
- SEA IV, 1918
- MB 80-81, 1932
- MB 200, 1933
- MB 210, 1934
- MB 120, 1933
- MB 130, 1935
- MB 211, 1935
- MB 131, 1936
- MB 150-157, 1937
- MB 170, 1938
- MB 500, 1938
- MB 174, 1939
- MB 135, 1939
- MB 480, 1939
- MB 134, 1939
- MB 175, 1939
- MB 700, 1940
- MB 161, 1939
- MB 162, 1940
- MB 800, 1941

### Civile fly
- MB 60/61,1930
- MB.80 og MB.81, 1932
- MB 90/92, 1932
- MB 120, 1932
- MB 300, 1935
- MB 220, 1936
- MB 161, 1937